# گاردینر (حوزه سرشماری)، نیویورک
گاردینر (به انگلیسی: Gardiner) یک منطقهٔ مسکونی در ایالات متحده آمریکا است که در شهرستان اولستر، نیویورک واقع شده‌است. گاردینر ۹٫۹ کیلومتر مربع مساحت و ۹۵۰ نفر جمعیت دارد و ۹۶ متر بالاتر از سطح دریا واقع شده‌است.